# Audrey Munson
Audrey Marie Munson (8. července 1891 Rochester – 20. února 1996 New York) byla americká modelka a filmová herečka. Je považována za první americkou supermodelku. Ve své době byla známá jako „Miss Manhattan”, „Panama–Pacific Girl”, „Exposition Girl” a „American Venus”. Byla modelkou a inspirací pro dvanáct soch v New Yorku a mnoho dalších na jiných místech. Objevila se také ve čtyřech němých filmech např. Inspiration (1915), kde byla nahá, jako první americká herečka, která tak učinila v nepornografickém filmu.

## Kariéra

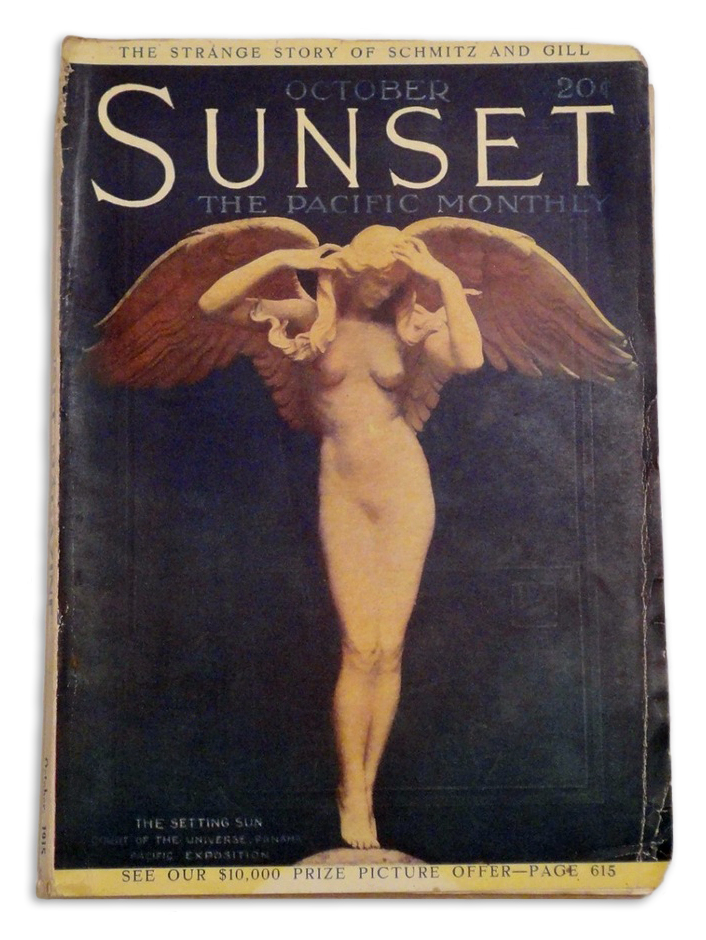
Socha Adolpha Alexandera Weinmana Descending Night, na obálce magazínu Sunset (říjen 1915)

### Modelka
Narodila se v Rochesteru v státě New York 8. července 1891 Edgaru Munsonovi a Katherine „Kittie“ Mahaney. Její otec byl z Mexico z New Yorku, kde později žila. Rodiče se rozvedli, když jí bylo osm. Audrey a její matka se poté odstěhovaly do Providence v Rhode Island.
V roce 1909 se přestěhovaly do New Yorku, kde se tehdy sedmnáctiletá Audrey snažila získat kariéru herečky a sborové zpěvačky. Její první rolí na Broadwayi byl "lokaj" ve hře The Boy and The Girl v zahradách divadla New Amsterdam theatre. Objevila se také ve hře The Girl and the Wizard a Girlies and La Belle Paree.
Když se svou matkou sledovali výlohy na 5. Avenue, všiml si jí fotograf Felix Benedict Herzog, který ji požádal, zda by mu pózovala v jeho studiu v budově Lincoln Arcade na Broadwayi a 65. ulici. Herzog ji představil svým přátelů v uměleckých kruzích. Pózovala muralistovi Williamu de Leftwich Dodgeovi, který jí dal doporučující dopis pro Isidora Kontiho. Konti byl první sochař, pro kterého pózovala nahá. Poté pózovala pro významné umělce včetně malíře Francise Coates Jonese, ilustrátora Harrisona Fishera, Archieho Gunna, Charlese Dana Gibsona a fotografy Herzoga a Arnolda Gentheho. Pózovala však převážně pro modely soch.
Poprvé získala uznání za Kontiho mramorové sousoší Tři grácie, které bylo odhaleno v novém Velkém sále v hotelu Astor na Times Square v září 1909. Pózovala pro všechny tři grácie. Krátce poté, byla po tři desetiletí vyhledávanou modelkou předních amerických sochařů. Stála modelkou pro mnoho soch, monumentů a alegorických architektonických skulptur na významných veřejných budovách. Deníku The Sun v roku 1913 uvedl: „Více než sto umělců se shodlo, že jestli někomu konkrétnímu náleží jméno Miss Manhattan, tak je to tato žena.“ V roce 1915, kdy bylo její jméno již dobře známé, se stala modelkou pro Alexandra Stirliga Caldera, když se stal ředitelem sochařství Mezinárodní výstavy Panama–Pacific v San Franciscu. Audrey pózovala pro tři pětiny soch, které byly vytvořeny pro tuto výstavu a vstoupila ve známost jako„ Panama-Pacific Girl“.

### Filmová herečka

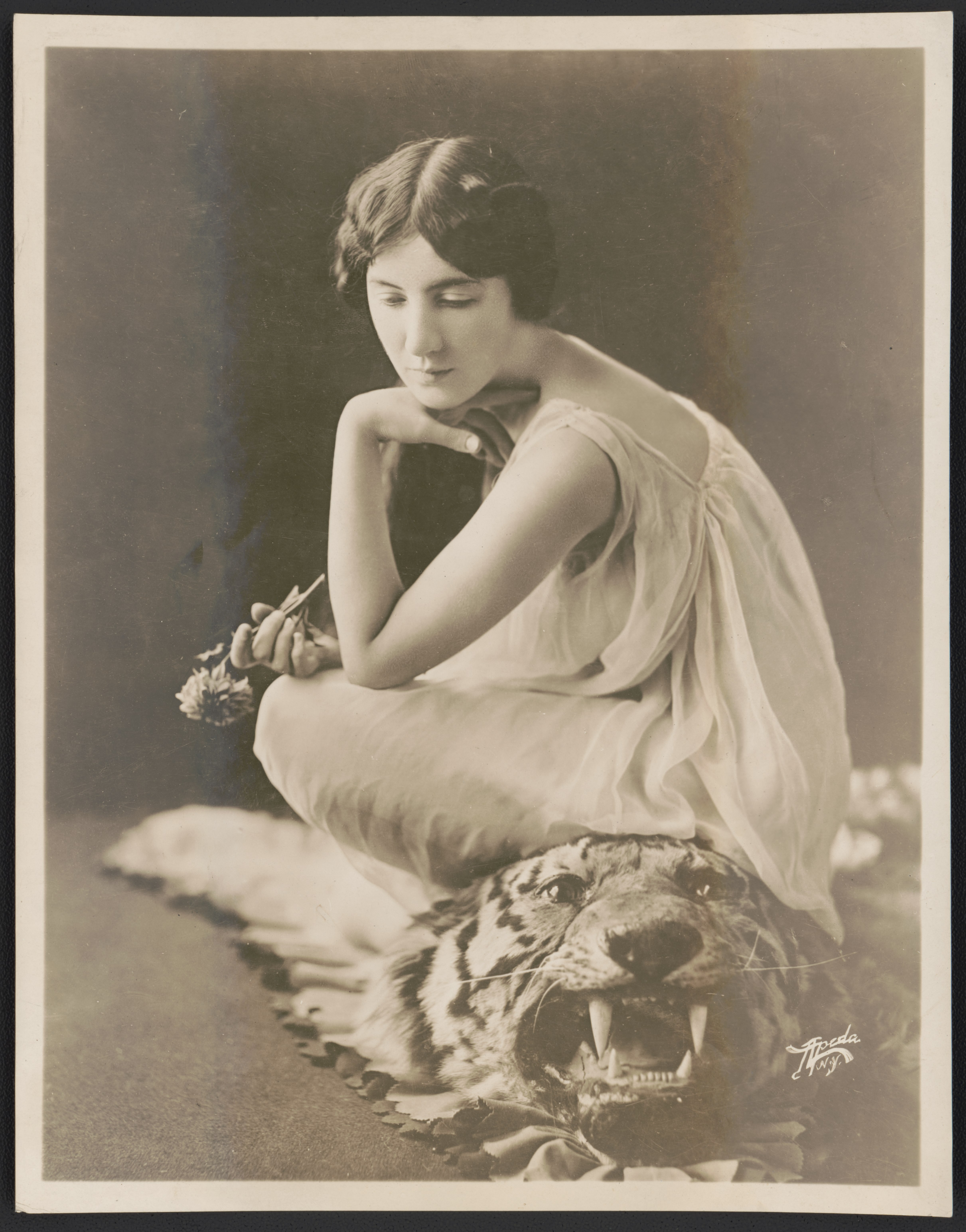
Audrey Munson ve filmu Purity, Divadlo Liberty

Její nově nabitá sláva jí pomohla odstartovat její kariéru v rodícím se filmovém průmyslu. Objevila se ve čtyřech němých filmech. V prvním kterým byl film Inspiration (1915) od Thanhouserovy filmové společnosti, režírovaný Georgem Foster Plattem, se objevila zcela nahá jako modelka sochaře. Cenzoři se zdráhali film zakázat, z obavy, že by museli zakázat celé renesanční umění. Filmy kde se Audrey objevila byly kasovní trháky, ačkoli kritika byla rozdělená. Thanhouser najal vzhledově podobnou herečku Jane Thomas, aby hrála Audreyny herecké scény zatímco Audrey se objevila v nahých scénách. Ačkoliv se udává, že Audrey Munson byla první americkou herečkou, která se objevila zcela nahá v nepornografickém filmu, podle historičky Karen Ward Mahr, byla první Margaret Edwards ve filmu Hypocrites, který byl uveden dříve v roce 1915.
Jejím druhým filmem byl snímek Purity (1916), který vytvořila Americká filmová společnost v Santa Barbaře v Kalifornii, a který režíroval Rae Berger. Je to jediný snímek, který se dochoval. Byl znovuobjeven v roce 1993 v „pornografické” sbírce ve Francii, kterou získal francouzský národní filmový archiv. Třetí film byl The Girl o' Dreams od stejné společnosti, který pravděpodobně režíroval Tom Ricketts. Film byl dokončen na podzim 1916, ale ačkoli je film zmíněn v seznamech titulů několika jeho herců v adresáři filmového studia z roku 1916, byl uveden až v prosinci 1918, nebyl chráněn autorskými právy a neexistuje o něm žádná další zmínka.
V prosince 1916 se Audrey vrátila na východní pobřeží vlakem ze Syracuse, kde se stýkala se členy vyšší společnosti z New Yorku, Newportu a Rhode Islandu. Její matka údajně trvala, aby se provdala za syna dědice naleziště stříbra Comstock Lode, Hermanna Oelrichse Jr., tehdejšího nejbohatšího starého mládence v Americe. Dne 27. ledna 1919 napsala nesourodý dopis americkému ministerstvu zahraničí, v němž odsuzovala Oelrichse jako součást proněmecké sítě, která ji vyhnala z filmového byznysu. Sdělila, že plánovala opustit Spojené státy, aby znovu zahájila svou filmovou kariéru v Anglii.

### Proslulost

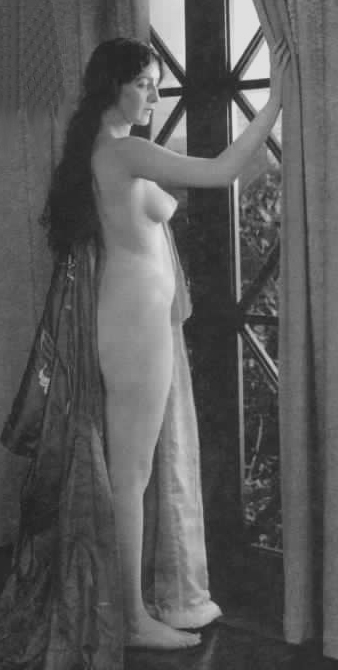
Ve filmu Heedless Moths (1921)

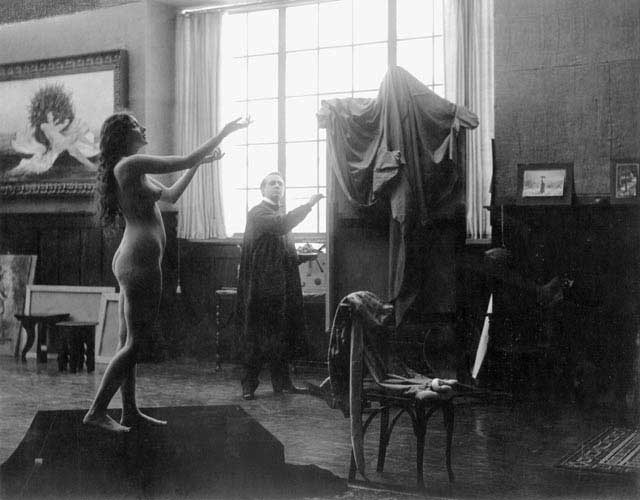
Audrey Munson a Thomas A. Curran ve filmu Inspiration (1915)

V roce 1919 žila se svou matkou v penzionu na 164. západní a 65. ulici na Manhattanu, který vlastnil Dr. Walter Wilkins. Wilkins se do Audrey zamiloval a 2. února zavraždil svoji manželku Julii, aby se mohl znovu oženit. Audrey s matkou odjely z New Yorku, zatímco je hledala policie kvůli výslechu. Po celostátním pátrání byly nalezeny, odmítly se vrátit do New Yorku, zatímco je vyslýchali agenti z Burnsovy detektivní kanceláře v Torontu. Obsah jejich prohlášení nikdy nebyl zveřejněn, ale Audrey důrazně popřela, že by měla jakýkoliv romantický vztah s Dr. Wilkinsem. Wilkins byl shledán vinným a odsouzen k trestu smrti na elektrickém křesle. Před vykonáním rozsudku se oběsil ve své cele.
Následkem Wilkinsovy smrti byl konec pro Audreyinu desetiletou kariéru v modelingu. Stále ji vyhledávali novináři. V roce 1920 se jí nedařilo nikde získat práci. Žila v Syracuse v New Yorku, kde ji podporovala matka, která podomně prodávala kuchyňské potřeby. V roce 1920 údajně pracovala jako prodavačka lístků v desetníkovém muzeu.

Od ledna do března roku 1921 vycházela série dvaceti článků v Hearst's Sunday Magazine a další desítky v Sunday newspaper supplements,pod jménem Audrey Munson. Celá série měla titul „Královna uměleckých studií” a obsahovala anekdoty z její kariéry s varováním o osudech dalších modelek. V jedné z anekdot položila čtenářům otázku, aby si představili její budoucnost:
Co se stane s modely umělců? Říkám si , zda mnoho čtenářů nestálo před mistrovským dílem krásné sochy či pozoruhodnou malbou, jejíž vzdání se draperie spíše zvýrazňovalo než snižovalo její skromnost a čistotu, a položili si otázku „Kde teď je ta modelka, která byla tak krásná?”
V únoru téhož roku, agent a producent Allen Rock vydal reklamy, které ukazovaly šek na 27 tisíc dolarů, které zaplatil Audrey, aby vystoupila ve filmu s titulem Heedless Moths, který režíroval Robert Z. Leonard podle vlastního scénáře, který napsal na základě článků. Audrey později sdělila, že šek na 27 tisíc dolarů byl jen reklamní trik a podala na Allen Rocka žalobu. Proces odhalil, že dvacet článků bylo napsáno v zastoupení novinářem Henrym Leyford Gatesem.
V létě 1921 Audrey zahájila celostátní hledání v tisku United Press, k nalezení perfektního muže k sňatku. Hledání ukončila v srpnu s prohlášením, že se vdát stejně nechce. Dne 3. října 1921 byla zatčena v Národním divadle v St. Louis za prohřešek proti morálce, kvůli její roli ve filmu Innocence. Ona i její manažer, nezávislý filmový producent Ben Judell, byli zproštěni viny. O několik týdnů později se stále objevovala v St. Louis spolu s promítáním Innocence, kde ztvárňovala „sérii nových póz ze slavných obrazů“.
Dne 27. března 1922 se pokusila spáchat sebevraždu, když spolykala roztok chloridu rtuťnatého.

### Poslední roky
Dne 8. července 1931 její matka požádala soud, aby ji poslal do psychiatrické léčebny. Soudce z Oswego County zařídil, aby byla přijata do psychiatrického ústavu k podstoupení léčby. Ve státní nemocnici Svatého Lawrence pro choromyslné v Ogdensburgu byla léčena s depresemi a schizofrenií po celých 65 let, až do své smrti ve věku 104 let.
V polovině 50. let byla Audrey dostatečně slavná, aby posloužila jako předmět pro anekdory v monografii P. G. Wodehouse a Guye Boltona o svých letech na Broadwayi s názvem Bring on the Girls! (1953). Ačkoli dle životopisce Wodehouse, jsou považovány spíše na fikci než za skutečnost.
Desítky let Audrey neměla nikoho kdo by ji v ústavu navštívil. Až v roce 1984, když jí bylo 93 let, ji znovuobjevila její poloviční neteř Darlene Bradley. Několik let poté prodělala mrtvici, zemřela 20. března 1996 ve věku 104 let.